# ショーン・ウェザリー
ショーン・ウェザリー（Shawn Nichols Weatherly, 1959年7月24日 - ）は、米国の女優。1980年、第29回ミス・ユニバース世界大会優勝。

## 経歴
1959年7月24日、テキサス州サンアントニオに生まれる。母Joanneはクリスチャン・ディオールの元モデル。父はサンアントニオ駐留の空軍軍人。二人の兄を持つ。出生名Shawn Nichols Weatherly。
1968年、家族はサウスカロライナ州サムターに移る。この年、母が骨がんで死去。
1977年、サムター・ハイスクール卒業。サウスカロライナ州クレムソンのクレムゾン大学入学（看護学専攻）。
1980年、Miss South Carolina 1980およびMiss USA 1980で優勝。国を代表してミス・ユニバースに出場する権利を得る。7月8日、ソウルで開催された世界大会で優勝、ミス・ユニバース1980となる。
1982年、クレムゾン大学卒業。

### その後
1983年、歌手として1枚のアルバムを出す(「Go For It!」 CBS/Sony 30AP 2709)
テレビではドラマ「ベイウォッチ」(1989年 - 1990年）やドキュメンタリー番組「Oceanquest」(1985年)に出演。
1985年、「Oceanquest」の制作中に父死去。「Oceanquest」は1986年のエミー賞（Outstanding Individual Achievement - Informational Programming部門）にノミネートされる。
映画「ポリスアカデミー3 全員再訓練!」に出演（1986年）。
2000年まで続いた「シカゴ・ホープ」以降、女優としての活動は減少している。
2003年4月、ジョージア州ウェア郡ウェアズボロに移る。
2008年、夫と二人の子供と共にカリフォルニア州オレンジ郡ニューポートビーチに移る。夫の母Shirley Harrisは不動産代理店のキャリアを持つ。その関係でニューポートビーチで不動産業に従事する。
2013年3月、 カリフォルニア州オレンジ郡アナハイムで慈善活動としてのダンスショーに出演。

## フィルモグラフィ
| 年        | タイトル                        | 役                           | 備考 |
| --------- | ------------------------------- | ---------------------------- | ---- |
| 1983      | 爆発!デューク                   | Billie Ann Baxley            |      |
| 1983      | 特攻野郎Aチーム                 | Woman driving through garage |      |
| 1983      | ハッピーデイズ                  | Sissy                        |      |
| 1984      | キャノンボール2                 | Girl in Jamie Blake's bed    |      |
| 1986      | ポリスアカデミー 3 全員再訓練 ! | Cadet Karen Adams            |      |
| 1987      | The New Leave It to Beaver      | Christine                    |      |
| 1987      | Matlock                         | Debra O'Keefe                |      |
| 1987-1988 | J.J. Starbuck                   | Jill Starbuck                |      |
| 1989-1990 | ベイウォッチ                    | Jill Riley                   |      |
| 1999      | シカゴ・ホープ                  | Carol Derricks               |      |

## 私生活とゴシップ
大学在学中、同期のアメフト選手・Dwight Clarkと交際。クラークは結局彼女と別れ、他の女性と結婚した。彼は後にSouth Carolina Football Hall of Fameの殿堂入りを果たすが、詳細はDwight Clarkの項目参照。
1994年、俳優のChip Harrisと結婚。Shawn Weatherly Harrisとなる。2子を儲ける。